# Brendan O'Regan
Andrew Brendan O'Regan (Sixmilebridge, 15 mei 1917 - Lancashire, 2 februari 2008) was een Iers ondernemer, visionair, hotelier en vredesactivist. Hij is onder meer bekend van de cateringservices op Shannon Airport, als initiator van de Shannon Freezone, het belastingvrij winkelen en als oprichter van “Shannon College of Hotelmanagement”.

## Jeugd en opleiding
O'Regan werd op 15 mei 1917 geboren in Sixmilebridge, als zoon van James O'Regan en Nora Ryan. James O'Regan was een politicus en entrepreneur en later eigenaar van het Old Ground Hotel in Ennis.
Brendan O'Regan volgde zijn onderwijs aan de Sixmilebridge National School en vervolgens aan Blackrock College in Dublin, een van de weinige katholieke middelbare scholen in Ierland. Na het afronden van zijn middelbare school in 1936 ging hij in de leer bij het “Rock Park Hotel and Spa” in Llandrindod Wells in Wales, als eerste stap in het hotelwezen. Dit werd gevolgd door een periode in Hotel Hirsch in Immenstadt, Duitsland. en het Carlton Hotel in Londen. Na deze stages wilde O'Regan aan de slag als steward op een schip maar zijn vader besliste anders. Zonder overleg met zijn zoon had James O'Regan het Falls Hotel in Ennistymon gehuurd van de lokale landheer en dichter Francis McNamara, zodat Brendan het kon exploiteren.

## Hotelier en horecamanager
O'Regan heropende het Falls Hotel met Pasen 1938. Om de povere resultaten van het hotel te verbeteren startte hij een advertentiecampagne waarbij de nadruk werd gelegd op zijn training in Duitsland en Engeland. Ondanks een verbetering van de resultaten van het hotel werd het geen succes, met name vanwege de benzine-rantsoenering gedurende de oorlog. De veelal in Dublin wonende clientèle kon daardoor het hotel niet meer bereiken. Uiteindelijk, in 1942, koos O'Regan er voor om het huurcontract niet te verlengen en voor zijn vader in het Old Ground Hotel te gaan werken. In laat 1942 nam hij het management over van de Stephen's Green Club in Dublin, dat op dat moment kwalitatief in verval geraakt was. O'Regan maakte de club weer winstgevend en verbeterde de kwaliteit van het eten aanzienlijk.
O'Regan bleef in de tussentijd betrokken bij het Old Ground Hotel in Ennis. Op basis van een contract met Pan Am om accommodatie te verschaffen, bouwde hij in 1946 een uitbreiding met 20 kamers voor dit hotel ter waarde van 25.000 pond. Hoe weinig er in die tijd geïnvesteerd werd in het hotelwezen blijkt uit het feit dat deze investering ruim 80% was van het bedrag dat, volgens de overheid, jaarlijks werd geïnvesteerd. O'Regan verkocht het Old Ground Hotel in 1968.

## Foynes en Shannon Airport
Mede vanwege zijn succes bij de Stephen's Green Club – bezocht door vele politici en invloedrijke ambtenaren – werd hij benaderd om de cateringservices over te nemen van de watervliegtuigbasis te Foynes in County Limerick. De overeenkomst gesloten op 10 december 1943 maakte O'Regan verantwoordelijk voor alle catering op het vliegveld, inclusief het passagiersrestaurant, vluchtcatering en het personeelsrestaurant. Later werd daar het het landvliegveld in Rineanna (Shannon Airport) aan toegevoegd.
Effectief begon O'Regan op 1 februari 1944 in Foynes. De ambtenarij was minder vlot en de contracten waren pas 18 maanden later klaar en getekend. Ook de keukenapparatuur en andere restaurantbenodigdheden waren nog niet aanwezig. O'Regan kreeg een deel van de overheid, leende een deel van de Old Ground Hotel en kocht een deel zelf. Pas enkele jaren later werd dit rechtgezet. Reeds binnen enkele weken roemde de Sunday Independent het restaurant in Foynes als een uithangbord voor de Ierse keuken.
De ontwikkelingen in het vliegverkeer hadden ook invloed op de cateringactiviteiten. Met de afname van het aantal vluchten met vliegboten nam de drukte in Foynes zienderogen af terwijl het verkeer op Shannon Airport juist toe nam. In oktober 1945 verhuisde O'Regan de cateringservices naar Shannon Airport, inclusief al het personeel. Evenals in Foynes zorgde O'Regan er voor dat ook Shannon Airport een ontvangstruimte kreeg die de Ierse warmte uitstraalde.
Shannon Airport had in haar begintijd, de aanleg was begonnen in 1939, te kampen met slechte verbindingen – de eenbaansweg werd omschreven als gevaarlijk -, gebrek aan accommodatie voor haar personeel en gebrek aan nachtaccommodatie voor passagiers. Veelal moest men gasten onderbrengen in Limerick. Een in 1946 in Foynes gebouwd hotel en de in 1947 bij Shannon Aiport gebouwde “hostels” werden onder het management van O'Regan gebracht.
In januari 1950 vertrok O'Regan op een zesweekse tour naar de Verenigde Staten om daar het toerisme te bestuderen als deel van een delegatie gestuurd door het Departement van Industrie en Commercie. De studiereis leverde O'Regan het inzicht op dat de Ierse toerisme-industrie volledig onderontwikkeld was en dat veel hoteleigenaren niet durfden te investeren. Ook leerde het hem dat er meer samenwerking moest ook komen tussen hoteleigenaren en ondernemers in de toerisme-industrie. Ook moest er meer eenheid komen in de training van werknemers. In feite had O'Regan al een start gemaakt met de opleiding van hotelmanagers en de samenwerking tussen hen. Vele hotelmanagers deden hun cateringtraining bij het restaurant op Shannon Airport alvorens verder te trekken. Maar O'Regan bracht ze daarna twee keer per jaar samen om ideeën uit te wisselen.

## "Duty Free" - belastingvrij winkelen
In oktober 1944 maakte toenmalig Minster van Financiën Séan Lemass het voornemen bekend om Shannon Airport een vliegveld te maken waar geen import- of exportbelastingen werden geheven. In 1947 kwam de Customs-Free Airport Bill in werking. In juli 1950 begon O'Regan met de belastingvrije verkoop van Ierse whiskey direct aan de vliegmaatschappijen. Op 16 maart 1951 opende hij de eerste "Duty-free shop" ter wereld op Shannon Airport voor de verkoop van drank en tabak aan transit-passagiers. The De omzet en winst was veel hoger dan O'Regan en ieder ander ook maar had kunnen dromen. In 1954 voegde O'Regan een postordertak toe aan Sales and Catering”.
De ontwikkelingen ging zo snel dat de organisatie, nu hernoemd tot “Sales and Catering”, O'Regan over het hoofd begon te groeien. Met hulp van een consultancyfirma werd Sales and Catering gereorganiseerd en in een effectieve vorm gegoten. De rol van O'Regan in het concept van het belastingvrij winkelen is internationaal erkend. De “Moodie Report” noemde hem de grondlegger van het belastingvrij winkelen. Tevens ontving O'Regan verschillende onderscheidingen, waaronder de American Society of Travel Agents hall of Fame Award 1977 en de Frontier Magazine Lifetime Achievement Award 1997.
Het succes was zo groot, dat de regering er ongemakkelijk van werd. De beheerder van Dublin Airport, Aer Rianta, werd omgezet in een staatsbedrijf dat eigenaar werd van de vliegvelden in Dublin, Shannon en Cork. Met de overname werd ook O'Regan terzijde geschoven.
In 1957 nam Schiphol als eerste buitenlandse vliegveld het concept over van Shannon.

## Shannon College of Hotelmanagement
Opleiding van horecapersoneel was oorspronkelijk hetzij ad hoc, hetzij via stages, hetzij via een leer-werk-traject (apprenticeship). Enige standaardisatie was er niet. O'Regan, samen met onder meer de Ierse Hotel en Restaurant Associatie en de Ierse Hotel Federatie, namen initiatieven om tot een hotelopleiding te komen. Een van de voorstellen was om de school te koppelen aan Shannon Airport. De overheid werkte de oprichting van de school tegen door te weigeren fondsen beschikbaar te stellen. Het Departement voor Industrie en Commercie claimde zelfs dat er in Ierland geen banen waren voor 12 hotelmanagers.
Uiteindelijk startte O'Regan in november 1950 met een eigen horecaopleiding. Dit gaf vleugels aan het idee voor een hotelschool en de County Clare Vocational Education Committee nam de opleiding onder haar vleugels. In juli 1951 begonnen 18 studenten hun opleiding aan de “Shannon Airport Hotel and Catering School”. De kosten voor de opleiding werden grotendeels gedragen door “Sales and Catering”. De praktijktrainingen voor het hotelgedeelte vonden plaats in de hostels van Shannon Aiport en tijdens internationale stages. Toen in 1964 het Shannon International Hotel gebouwd werd bij het vliegveld, wist O'Regan de eigenaar over te halen in zee te gaan met de hotelschool. Zo geschiedde, en de hotelschool werd hernoemd tot Shannon Hotel Management School. Reeds in 1969 werden de eerste stappen gezet voor universitaire erkenning van de opleiding. Als onderdeel daarvan werd de naam van het instituut gewijzigd in “Shannon College of Hotel Management”. O'Regan heeft die erkenning niet meer meegemaakt, aangezien dat pas in 2015 een feit werd toen het college werd geïntegreerd in de “College of business, Public Policy and Law” van de Universiteit van Galway.

## Toerisme
Na zijn eerdere initiatieven voor het verbeteren van het toerisme in Ierland, werd O'Regan, in juni 1955 benoemd tot (tijdelijke) directeur van het nieuw-opgerichte Bord Fáilte Éireann, de opvolger van de Irish Tourism Board, dat als doel het toerisme te ontwikkelen. Twee jaar later werd hij voorzitter van Bord Fáilte. Samen met directeur Tim O'Driscoll, een voormalig ambassadeur in Nederland, was hij de volgende achttien jaar een drijvende kracht acht de ontwikkeling en groei van de toerismesector in Ierland.
O'Regan zette zich ook als persoon in voor de ontwikkeling van het toerisme. Een van de initiatieven die hij ondernam was de “Bunratty Castle Banquets”, een combinatie van diner en muziek in middeleeuwse stijl in het gerenoveerde kasteel Bunratty. Hij was ook betrokken bij de verkoop van Dromoland Castle door Lord Inchiquin Donough O'Brien aan de Iers-Amerikaanse fabrikant Bernard McDonough. Dromoland Castle opende als een vijf-sterren hotel in juni 1963. Dit was het eerste van vier hotels van McDonough, waaronder de eerdergenoemde Shannon International Hotel.
Een deel van de inspanningen op het gebied van toerisme door O'Regan kwam voort uit zijn ongemak om mensen te moeten ontslaan. De ontwikkeling van de straalvliegtuigen zorgde voor een forse daling van het aantal transit-passagiers. Dit verminderde de vraag voor maaltijden bij het restaurant. Gelijktijdig verminderde ook de vraag naar luxe diners door kortere wachtperioden van de vliegtuigen en zorgden de snellere vluchten voor minder behoefte aan eten aan boord. De ontwikkeling van nieuwe restaurants en hotels in de omgeving zorgde voor alternatieve werkgelegenheid voor personeel dat overbodig werd op bij “Sales and Catering”.
O'Regan was betrokken bij vele tientallen grote en klein projecten op het gebied van toerisme en horeca, vaak als stimulator of intermediair.

## Shannon Free Zone
In het midden van de jaren vijftig was duidelijk dat een nieuwe generatie vliegtuigen zou gaan komen die niet meer afhankelijk was van de vliegvelden Gander, Newfoundland, en Shannon. De stop in Shannon moest daarom attractiever worden gemaakt. Het Ministerie van Financiën was tegen het voorstel om geld uit te geven aan een langere startbaan in Shannon en gaf de voorkeur aan Dublin Airport. In 1957 besloot de regering wel geld te geven voor een langere startbaan.
De langere startbaan zou volgens O'Regan slechts voor een beperkte tijd voldoende zijn. In eerste instantie meende hij dat betere faciliteiten voor de afhandeling van vracht voldoende zou zijn. De regering besloot de taken van de “Sales and Catering Comptroller (i.e. O'Regan) formeel uit te breiden met het ontwikkelen van transit-verkeer, toerisme op en bij het vliegveld en het promoten van vrachtverkeer via Shannon. Voor deze nieuwe taken werd Sales and Catering uitgebreid met een nieuwe tak genaamd de “Shannon Airport Development Authority”. In eerste instantie werd Shannon ontwikkeld als een hub voor vrachtverkeer tussen Europa en America. In 1957 stelde Richard Malkin, editor van het tijdschrift “Air Transportation” voor om een speciale zone in te stellen waar halfproducten afgewerkt konden worden zonder door de douane te gaan. O'Regan was enthousiast over dit voorstel en legde een plan voor een industriële zone voor op een bijeenkomst met politici, ambtenaren, zakenmensen, diplomaten en andere relevante groepen.
Ondanks enthousiasme kwam het project maar moeizaam op gang. Zo kon men potentiële investeerders niets laten zien van het toekomstige project. O'Regan en zijn team besloten daarom om vier gebouwen neer te zetten in wat later de Shannon Free Zone zou worden. Een ander probleem was de onduidelijke juridische status van de “Shannon Airport Development Authority”. Om dit te ondervangen werd deze afgesplitst van Sales and Catering en werd een zelfstandige onderneming onder de naam “Shannon Free Airport Development Company” (SFADCO). Ook in dit geval was er actieve tegenwerking van ambtenaren en organisaties tegen de plannen bij Shannon maar met de steun van nu Taoiseach Séan Lemass werden deze overwonnen. SFADCO werd officieel opgericht op 28 januari 1959 met O'Regan als bestuursvoorzitter.
Na enkele onsuccesvolle bedrijven was het de pianofabrikant Rippen uit Ede die al eerste voor langdurige werkgelegenheid zorgde. Het bedrijf verloor uiteindelijk de concurrentie van andere pianomakers en na tien jaar sloot het bedrijf. O'Regan was met name trots op de komst van De Beers en Standard Pressed Steel (SPS), mede omdat hun komst nieuwe klanten trok en bekendheid opleverde.
Het concept van de Shannon Free Zone werd vlot een exportproduct. Reeds in 1962 adviseerde O'Regan de Taiwanese overheid over de mogelijkheden. Uiteindelijk kwam een versie tot stand in de haven van Kaohsiung. Dit bleek de startmotor van het Taiwanese Economische Wonder. Veel economische zones in andere landen, meest in de Derde Wereld, volgden.
Op 15 december 1977 kondigde O'Regan aan dat hij af zou treden als bestuursvoorzitter van SFADCO maar nog wel gewoon bestuurslid zou blijven. O'Regan verklaarde dat hij meer tijd in Spanje door wilde brengen ten bate van de gezondheid van zijn jongste zoon. Volgens de socioloog en priester Harry Bohan was verschil van mening over de te volgens koers van SFADCO de werkelijke reden van het aftreden. Kort na zijn aftreden kreeg O'Regan een Eredoctoraat van de Nationale Universiteit van Ierland voor zijn inspanningen voor de regio. Declan Larkin noemde hem daarbij “Rare is the man of whom it can be justly said that he transformed the social, economic and industrial life of a whole region”

## Shannon Town
De groei van de werkgelegenheid op Shannon Airport zorgde voor problemen met huisvesting voor het personeel. Kort na de oorlog waren particuliere auto's nog een zeldzaamheid en veel personeel moest daardoor lange afstanden wandelen of fietsen. In de periode 1946/1947 was wel een poging gedaan een nieuw dorp te stichten maar het personeel zag het niet zitten in een geïsoleerd dorp te wonen met dezelfde mensen als waarmee men werkte. In 1958 verzocht O'Regan de Ennis Urban District Council voor de bouw van 60 woningen ten bate van de bedrijven in de Shannon Free Zone. De Council weigerde omdat het middelbare en hoger personeel zelf voor woningen kon zorgen. Met de lokale overheid weigerachtig begon O'Regan plannen uit te werken om SFADCO de nieuwe huizen te laten bouwen. Geheel in stijl ging nu de landelijke overheid dwarsliggen. De Minister voor Lokale Overheid Neil Blaney was van mening dat de bouw van een nieuwe plaats beter thuishoorde bij een speciaal opgericht agentschap gecontroleerd door zijn departement, met slechts een technische adviesrol voor SFADCO. O'Regan en SFADCO leken buitenspel gezet te zijn. De Minister voor Transport en Energie Erskine Childers, een van de belanghebbenden in Shannon Airport, kwam nu met een tegenvoorstel waarbij SFADCO de planning en technische kan voor haar rekening zou nemen, rekening houdend met de ontwikkeling van de Shannon Free Zone, en het agentschap voor de financiering zou zorgen. Taoiseach Lemass koos uiteindelijk voor deze vorm. Intussen had parlementslid Donagh O'Malley verschillende voortellen gedaan voor het bouwen van huizen in Shannon. O'Regan en zijn team wezen al deze voorstellen af aangezien zij niet via het gangbare aanbestedingsproces liepen en er mogelijk belangenconflicten waren tussen O'Malley en de voorgestelde bouwers. O'Malley was niet blij met de afwijzingen en reageerde daarop met een serie persoonlijke aanvallen op O'Regan persoonlijk. De aanvallen troffen geen doel. Hoewel de bouw daadwerkelijk van start was gegaan, bleven de verschillende overheden - Ennis Urban District Council, Limerick Urban District Council, Ministerie voor Lokale Overheid, Ministerie van Financiën – dwarsliggen. Slechts 230 huizen konden gebouwd worden terwijl de overheid alles nog een grondig doorpluisde. Intussen ging O'Regan door met stappen om de noodzakelijke onderwijsfaciliteiten en andere faciliteiten te realiseren. Mijlpaal in deze ontwikkeling van de opening op 8 juli 1962 van Christ Church, een multi-denominatie protestantse kerk. Pas in de periode 1963-1964 lukte het O'Regan om Shannon Town daadwerkelijk te realiseren.

## Vredesinitiatieven
In 1969 richtte de Katholieke Kerk de “Irish Commission for Justice and Peace” op en benoemde O'Regan tot lid. De ICJP had als doel handen en voeten te geven aan de Pauselijke Encycliek Populorum Progressio (Over de Ontwikkeling der Volkeren) die zich keerde tegen economische ontwikkeling ten bate van een paar mensen maar stelde dat economische ontwikkeling de mensheid in zijn algemeen moest dienen. De commissie zag zijn rol met name als educatief en inspirerend. In 1974 riep O'Regan de overheid op een staats-gesubsidieerd agentschap op te richten met als doel het coördineren van de Ierse hulpprogramma's voor de derde wereld. Het Ministerie van Buitenlandse Zaken richtte DEVCO (Development Co-ordination Organisation) op in 1975 met O'Regan als eerste voorzitter. O'Regan trad in 1978 af, deels uit frustratie vanwege het gebrek aan medewerking van de rijke landen voor de aanpak van de problemen van de arme landen.

### Noord-Ierland
O'Regan was als voorzitter van Bord Fáilte en SFADCO al in aanraking gekomen met de economische effecten van het conflict in Noord-Ierland. Daarnaast ving Shannon Town veel vluchtelingen uit het noorden op. Bij toeval was O'Regan getuige van de eerste vredesmars in Belfast op 14 augustus 1976, na een incident in Anderstown, Belfast op 10 augustus waarbij drie kinderen omkwamen. Dat zette hem aan stelling te nemen voor vrede.
The Southern Movement for Peace
In september 1976 richtte O'Regan, samen met zes andere personen, een vredesgroep op voor het gebied van Killaloe en Ballina. Bij een bijeenkomst van deze groep op 29 september kwamen meer dan driehonderd mensen op, inclusief de katholieke en protestantse bisschoppen van Killaloe. De groep zocht samenwerking met andere vredesgroepen in Ierland. Op voorstel van O'Regan, later de voorzitter, gingen deze groepen samenwerken onder de vlag “The Southern Movement for Peace” (SMP). Gebrek aan geld werd de beweging fataal en na 1979 verdween zij buiten beeld.
Co-operation North
In 1978 werd “Co-operation North” (CN) opgericht, een a-religieuze en a-politieke organisatie, onder leiding van O'Regan als voorzitter. De CN contact tot stand te brengen tussen bedrijven en groepen noord en zuid van de grens en deze met elkaar in gesprek te brengen. In zijn rol met Co-operation North speechte O'Regan voor vele Noord-Ierse organisaties en sprak met vele personen, waaronder politicus dominee Ian Paisley en Brumwell Henderson, stichter van Ulster Television. Na 1986 nam O'Regan wat gas terug en liet de dagelijkse uitvoering aan anderen over.
In 1993 werd O'Regan benoemd tot “Honorary Commander of the Order of the British Empire. In 1999 een eredoctoraat van de Queen's University, Belfast. Beide onderscheiding waren voor zijn bijdragen aan de vrede met Co-operation North.

## Privé
O'Regan was sinds 1950 gehuwd met Rita Barrow (?, Preston, Lancastershire, Groot-Brittannië - + 14 maart 1997, Dublin). Het koppel had 5 kinderen: 3 dochters en twee zonen. Hij stond bekend als een toegewijd vader.
O'Regan en zijn gezin woonden aanvankelijk in Ennis maar verhuisden in 1968 naar een huis aan de oevers van de Shannon, nabij Ballina in County Tipperary. In de late jaren tachtig waren O'Regan en zijn vrouw om medische redenen verhuisd naar Howth, County Dublin. In 1993 keerde hij parttime terug naar County Clare en verdeelde zijn tijd tussen een bungalow in Newmarket-on-Fergus en een apartment in Malahide, In Newmarket werd hij prompt betrokken bij de oprichting van “Obair”, een gemeenschapsorganisatie die zorgde voor tal van voorzieningen en werkgelegenheid. Een van de projecten van Obair was de inrichting van het O'Regan Park, aangelegd op een terrein van ca. 3 hectare aangekocht en gedoneerd door O'Regan, dat in 2003 officieel in gebruik werd genomen. In 2007, kort na zijn 90ste verjaardag, vertrok O'Regan naar Lancashire om daar bij zijn dochter te gaan wonen.
In 1967 pikte O'Regan zijn oude hobby van paardrijden weer op, geïnspireerd door de passie voor paarden van een dochter. Naast jagen deed hij ook mee aan point-to-point races en showjumping
O'Regan was een actief katholiek maar door latere ervaringen werd hij meer oecumenisch.
Tom Callanan, leidinggevende van SFADCO, noemde O'Regan een magnetische persoonlijkheid maar ook moeilijk om mee te werken omdat hij in zes richtingen tegelijk kon denken. Familieleden van O'Regan stelden dat hij zeer zorgzaam was naar anderen toe.